# Gare de Toba
La gare de Toba (鳥羽駅, Toba-eki) est une gare ferroviaire de la ville de Toba au Japon. Elle est exploitée par les compagnies JR Central et Kintetsu.

## Situation ferroviaire
La gare de Toba marque la fin de la ligne Sangū et de la ligne Kintetsu Toba, ainsi que le début de la ligne Kintetsu Shima.

## Historique
La gare de Toba a été inaugurée le 21 juin 1911. 

## Service des voyageurs

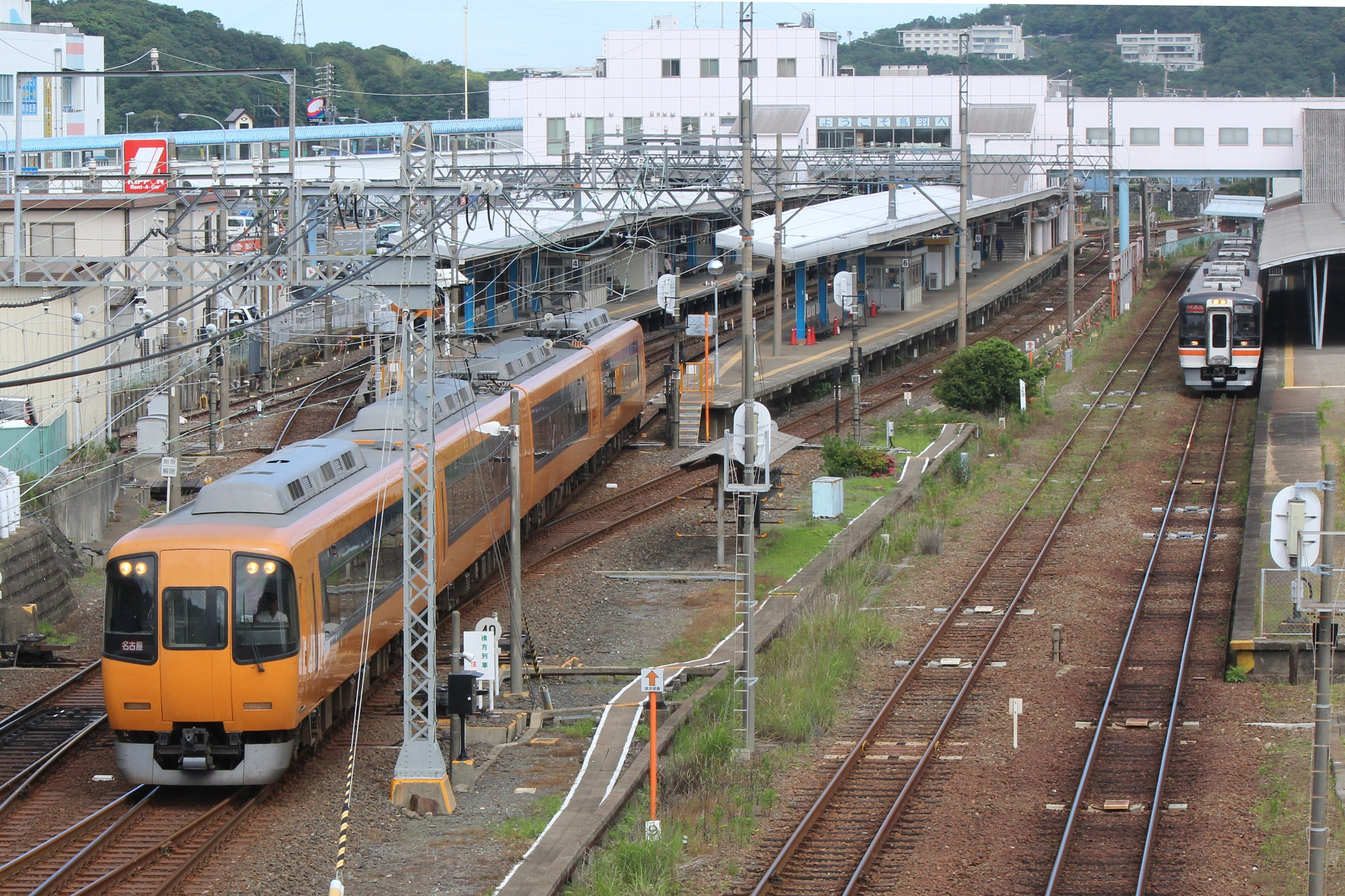
À gauche les voies Kintetsu, à droite les voies JR Central

### Accueil
La gare dispose d'un bâtiment voyageurs, avec guichets, ouvert tous les jours.

### Desserte

#### JR Central
- Ligne Sangū :
  - voies 0 à 2 : direction Iseshi, Matsusaka et Nagoya

#### Kintetsu
- Ligne Kintetsu Toba :
  - voies 3, 5 et 6 : direction Ujiyamada et Ise-Nakagawa (interconnexion pour Kintetsu-Nagoya, Osaka-Namba et Kyoto)

- Ligne Kintetsu Shima :
  - voie 4 : direction Kashikojima